# Cobre (Cascais)
Cobre é uma localidade situada a nor-noroeste de Cascais, localizada na união das freguesias de Cascais e Estoril, no distrito e área metropolitana de Lisboa, Portugal.
Limita a norte com a Carrasqueira e Murches, a nascente com Alvide e Carrascal, a sul com a Pampilheira, a sudoeste com a Torre e a oeste com Birre.
A sua etimologia tem origem no vocábulo, comum neste concelho e no Algarve, usado para os porcos de cobrição (no resto do país varrão e varrasco). As aldeias de Cobre e Birre possuem uma tradição na exploração do gado suíno, sendo esta a localidade onde se guardavam as fêmeas fecundadas, cobertas.
Possuia, em 1527, quatro habitantes, que aumentaram para 14 em 1758 e 443 em 1960. A localidade situa-se à margem da ribeira das Vinhas.